# Bard-lès-Époisses
Bard-lès-Époisses is een gemeente in het Franse departement Côte-d'Or (regio Bourgogne-Franche-Comté) en telt 61 inwoners (2009). De plaats maakt deel uit van het arrondissement Montbard.

## Geografie
De oppervlakte van Bard-lès-Époisses bedraagt 3,5 km², de bevolkingsdichtheid is dus 17,4 inwoners per km².
De onderstaande kaart toont de ligging van Bard-lès-Époisses met de belangrijkste infrastructuur en aangrenzende gemeenten.

## Demografie
Onderstaande figuur toont het verloop van het inwonertal (bron: INSEE-tellingen).